# Гидроторф (рабочий посёлок)
Гидрото́рф — посёлок городского типа в Балахнинском районе Нижегородской области России.
Население 7234 жителей (на 1 января 2022 года). Расположен в 3 км от железнодорожной станции Балахна (на ветке Нижний Новгород — Заволжье).

## Топоним
Первое название — Чёрная Рамень.

В романе П. И. Мельникова-Печерского «В лесах» сообщается значение бытующего на Верхней Волге названия «Чёрная Рамень» — «окраина лиственного леса»:
По левому берегу Волги тянется безлесная полоса верст в 20-25 шириной. Здесь в старину был лес; остатки пней местами сохранились, но он давно или вырублен, или истреблен пожарами и буреломами. Эта полоса зовется чищею. Раменью называется окраина лесов, прилегающих к чище. Красная рамень — окраина леса хвойного: сосны, ели, лиственницы; черная рамень — окраина лиственного леса.

## География
Находится в западной части Нижегородчины, в зоне хвойно-широколиственных лесов.

### Климат
Климат характеризуется как умеренно континентальный, с относительно коротким умеренно тёплым летом и холодной продолжительной зимой. Среднегодовая температура — 3,6 °C. Средняя температура воздуха самого тёплого месяца (июля) — 12 °C (абсолютный максимум — 36 °C); самого холодного (января) — −19 °C (абсолютный минимум — −44 °C). Среднегодовое количество атмосферных осадков составляет около 546 мм. Устойчивый снежный покров устанавливается, как правило, в ноябре и держится около 150—160 дней.

## История
В старину местность представляла собой край непроходимых болот — урочище «Чёрная Рамень» — куда приходили за ягодами, грибами, на охоту, и где погибало много заблудившихся людей. Чернораменское болото занимало площадь величиной 5455 га, под торфом находилось 5340 га, остальная площадь — под суходолом.
Люди начали заселять этот край задолго до революции 1917 года. Известно, что в 1872 году нижегородский купец М. С. Потапов купил Харёнское имение, принадлежавшее Марии Петровне Бетлинг.
Начало строительства рабочего посёлка Гидроторф как такового тесно связано с первыми решениями Советской власти о разработке торфяного топлива. Название связано с промышленным способом разрабокти полезного ископаемого — гидроторф.
Торфодобыча открылась с первым приездом на Чернораменские болота сезонных торфяных рабочих, для размещения которых требовалось жильё.
С сентября 1921 года строительство домов началось на западной окраине деревни Харёнка, на пустующей заболоченной местности. Эта застройка называлась 1-м посёлком.
До 1924 года деревни Сергеевка, Горшиха, Федотиха значились в Кубенцевской волости Городецкого уезда. С 1924 года они перешли в состав Балахнинского рабочего района, Кубенцевского сельсовета, а с 1929 года в состав Балахнинского района. Население деревень Сергеевки, Федотихи и Горшихи значительно увеличилось со времён строительства Горьковской ГЭС (г. Заволжье). Из затопляемых районов Нижегородской и Ивановской областей в эти деревни хлынул поток переселенцев.
В 1932 году эти деревни вошли в состав Гидроторфского поссовета и стали называться улицами посёлка Гидроторф.
С 1 февраля 1932 года ВЦИК постановил: преобразовать в рабочий посёлок населённые пункты Нижегородского края…посёлки треста Гидроторф № 1 и 2 с включением в его черту селений Сергеевки, Горшихи, Харенки и Федотихи, Балахнинского района, и присвоением образуемому рабочему посёлку наименования «Гидроторф».
Статус посёлка городского типа — с 10 июня 1932 года.

## Население
| 1959  | 1970  | 1979  | 1989  | 2002  | 2008  | 2009  | 2010  | 2011  |
| ----- | ----- | ----- | ----- | ----- | ----- | ----- | ----- | ----- |
| 6401  | ↘6218 | ↘5377 | ↗7622 | ↗7670 | ↘7454 | ↘7424 | ↗7557 | ↗7559 |
| 2012  | 2013  | 2014  | 2015  | 2016  | 2017  | 2018  | 2019  | 2020  |
| ↘7535 | ↗7558 | ↗7582 | ↗7599 | ↘7564 | ↘7478 | ↘7424 | ↘7379 | ↘7362 |
| 2021  |       |       |       |       |       |       |       |       |
| ↘6626 |       |       |       |       |       |       |       |       |

## Инфраструктура
Экономика 
Добыча торфа фрезерным способом, брикетный завод; добыча формовочных песков. Основные промышленные предприятия: стекольный завод («Балахнинское стекло»), предприятие по производству различных типов плёнки «Биаксплен», Филиал компании судостроительной компании «РосПромРесурс».
14 декабря 2016 года открылся завод по производству газгольдеров «Реал-Инвест». Общая стоимость инвестпроекта составила 146 млн рублей и его реализация заняла 1,5 года. Проект реализован при участии Фонда развития промышленности России.

## Культура
Работает Центр детского творчества, КСК им. Димитрова, также есть музыкальная и художественная школы.

## Транспорт
Автодорога 22Н-0312.

## Русская православная церковь
19 ноября 2013 года в поселке Гидроторф Балахнинского района Нижегородской области митрополит Нижегородский и Арзамасский Георгий совершил чин закладки храма в честь праведных Иоакима и Анны.
9 июля 2017 года в поселке Гидроторф состоялось освящение нового храма в честь святых праведных Иоакима и Анны. Чин Великого освящения совершил митрополит Нижегородский и Арзамасский Георгий.

## Люди, связанные с посёлком
- Воробьёв, Василий Васильевич — советский российский военный финансист, генерал-полковник, Начальник Центрального финансового управления Министерства обороны СССР (1991—1992), Начальник Главного управления военного бюджета и финансирования Минобороны России (1992—1995)[25].